# System oznaczeń niemieckich samolotów z okresu I wojny światowej

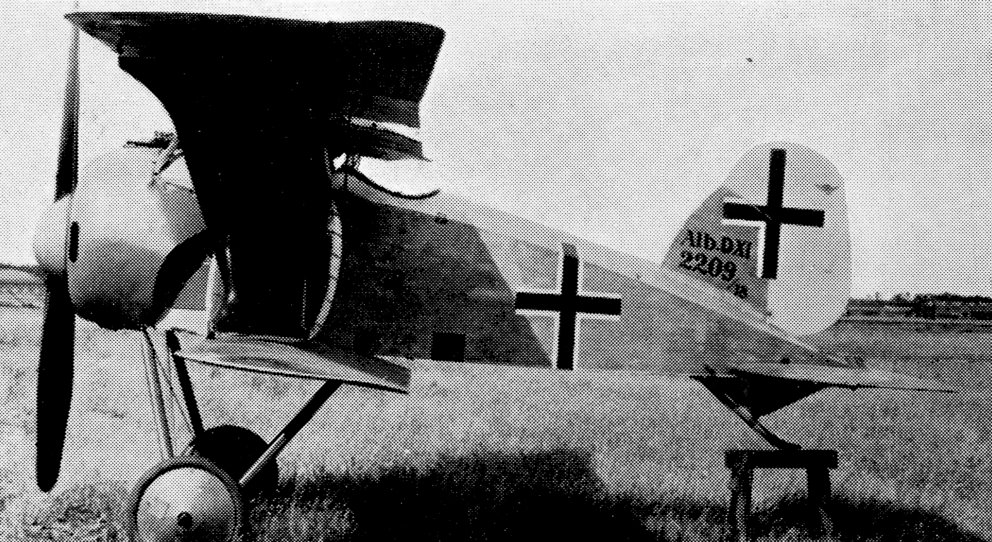
Niemiecki samolot myśliwski Albatros D.XI. Widoczne oznaczenie

System oznaczeń niemieckich samolotów z okresu I wojny światowej – wprowadzony w 1913 roku przez Idflieg system oznaczeń samolotów używanych przez Siły Powietrzne Armii Cesarstwa Niemieckiego. Początkowo obejmował tylko dwie klasy samolotów; ewoluował w miarę pojawiania się nowych typów maszyn, obowiązując do końca Wielkiej Wojny.

## Model oznaczenia typu samolotu
Oznaczenie samolotu składało się z następujących części:
- nazwy producenta (np. Fokker);
- litery (rzadko dwóch liter) oznaczającej klasę samolotu – przeznaczenie i cechy konstrukcyjne (np. E – jednopłatowy myśliwiec);
- liczby rzymskiej oznaczającej kolejny model samolotu tej klasy danej wytwórni lotniczej (I, II, III...);
- w niektórych przypadkach dodatkowej litery oznaczającej modyfikację danego modelu (np. Albatros D.Va);
- w niektórych przypadkach dodatkowego oznaczenia producenta w nawiasie, jeśli samolot był wyprodukowany na licencji poza macierzystą wytwórnią (np. Rumpler C.IV (Pfal) produkowany przez Pfalz)[a].

## Klasyfikacja typów samolotów w latach 1914–1918
Lista liter oznaczających klasę samolotu:
- A – nieuzbrojony jedno- lub dwumiejscowy jednopłat[b];
- B – nieuzbrojony dwumiejscowy dwupłat szkolny;
- C – uzbrojony dwumiejscowy dwupłat wielozadaniowy (obserwacyjne, rozpoznawcze i lekkie bombowce);
  - CL (Cl) – dwumiejscowy wielozadaniowy myśliwiec eskortujący[c];
- D – jednomiejscowy dwupłat myśliwski (niem. D = Doppeldecker – dwupłat)[d];
- Dr – jednomiejscowy trójpłat myśliwski (niem. Dr = Dreidecker – trójpłatowiec)[e];
- E – jednomiejscowy jednopłat myśliwski (niem. E = Eindecker – jednopłatowiec)[e];
- F – jednomiejscowy trójpłat myśliwski[f];
- G – wielomiejscowy dwusilnikowy bombowiec, (niem. G = Großflugzeug – wielki samolot);
- J – dwumiejscowy opancerzony samolot szturmowy, (niem. J = Infanterieflugzeug – samolot piechoty)[g];
- K – wielomiejscowy dwusilnikowy bombowiec (niem. K = Kampfflugzeug – samolot bitewny)[h];
- N – dwumiejscowy nocny bombowiec (niem. N = Nacht – noc);
- R – wielomiejscowy wielosilnikowy bombowiec dalekiego zasięgu (niem. R = Riesenflugzeug – olbrzymi samolot).

## Oznaczenia rejestracyjne samolotów w latach 1914–1918
Numer rejestracyjny samolotu składał się z następujących części:
- skrótu literowego producenta lub konstruktora (np. Alb.);
- oznaczenia rodzaju i typu samolotu (np. D.V);
- numeru seryjnego[i];
- roku zamówienia wojskowego (dwie ostatnie cyfry, np. /17).